# Stråvallastrand
Stråvallastrand var före 2010 en av SCB avgränsad och namnsatt småort i Stråvalla socken i Varbergs kommun i Hallands län. Småorten upphörde 2010 när området växte samman med tätorten Löftaskog.